# Aeroméxico-Flug 110
Auf dem Aeroméxico-Flug 110 (Flugnummer IATA: AM110, ICAO: AMX110, Funkrufzeichen: AEROMEXICO 110) verunglückte am 8. November 1981 eine Douglas DC-9-32 der Aeroméxico, mit der ein Inlandslinienflug von Acapulco nach Guadalajara durchgeführt werden sollte, 65 Kilometer östlich von Zihuatanejo. Bei dem Unfall starben alle 18 Insassen.

## Flugzeug
Bei der betroffenen Maschine handelte es sich um eine Douglas DC-9-32, die im Werk von McDonnell Douglas in Long Beach im Bundesstaat Kalifornien endmontiert wurde. Das Flugzeug trug die Werksnummer 47622, es handelte sich um die 753. Douglas DC-9 aus laufender Produktion. Das Roll-out der Maschine erfolgte am 26. September 1974, am 15. November 1974 wurde die Maschine an die Aeroméxico ausgeliefert, bei der sie mit dem Luftfahrzeugkennzeichen XA-DEO und dem Taufnamen Tijuana in Betrieb ging.  Das zweistrahlige Schmalrumpfflugzeug war mit zwei Turbofantriebwerken des Typs Pratt & Whitney JT8D-17 ausgestattet.

## Passagiere und Besatzung
Den Flug vom Flughafen Acapulco zum Flughafen Guadalajara hatten 12 Passagiere angetreten. Es befand sich eine sechsköpfige Besatzung an Bord der Maschine, bestehend aus einem Flugkapitän, einem Ersten Offizier und vier Flugbegleiterinnen.

## Unfallhergang
Auf dem Flug von Acapulco nach Guadalajara kam es in einer Reiseflughöhe von 31.000 Fuß und nach etwa 35 Minuten Flugzeit zu einem Problem mit dem Kabinendruck. Der Kapitän äußerte per Funk, dass er nach Acapulco zurückkehren wolle. Er leitete einen Notsinkflug ein. Über den Bergen der Sierra de Guerro kollidierte die Maschine in 6000 Fuß Höhe mit einem Berg, wobei alle 18 Insassen starben.

## Ursache
Als Unfallursache wurde ein Nichtbefolgen von Notfallprozeduren festgestellt.